# مکسیمیو
مکسیمیو (به فرانسوی: Meximieux) یک کمون (فرانسه) در فرانسه است که در ان (اوورنی-رون-آلپ) واقع شده‌است.
 مکسیمیو ۱۳٫۸۰ کیلومتر مربع مساحت دارد  ۲۲۶ متر بالاتر از سطح دریا واقع شده‌است.

## خواهرخوانده
شهر دنکندورف (بادن-وورتمبرگ) خواهرخواندهٔ مکسیمیو هست.